# تسهیلات جهانی محیط زیست
تسهیلات جهانی محیط‌ زیست (انگلیسی: Global Environment Facility) در سال ۱۹۹۲ میلادی برای کمک به حل مهم‌ترین مشکلات زیست‌محیطی کره زمین به وجود آمد. این مرکز ۱۸۳ کشور را با سازمان‌های بین‌المللی و بخش خصوصی در جهت حل مشکلات جهانی محیط‌ زیست مرتبط می‌سازد. از سال ۱۹۹۲، مرکز محیط‌ زیست جهانی بیش از ۱۷ میلیارد دلار بودجه به دست آورده و موفق به جمع‌آوری ۸۸ میلیارد دلار دیگر برای بیش از ۴۰۰ پروژه در ۱۷۰ کشور شده‌است.

## تاریخچه
تسهیلات جهانی محیط زیست (GEF ) در اکتبر ۱۹۹۱ به ریاست محمد العشری به عنوان یک برنامه آزمایشی یک میلیارد دلاری در بانک جهانی تأسیس شد تا کشورهای در حال توسعه بتوانند در مورد چالش‌های زیست‌محیطی و ترویج توسعه پایدار اقدام کنند. برنامه توسعه سازمان ملل متحد، برنامه محیط زیست سازمان ملل متحد و بانک جهانی سه شریک اولیه اجرای پروژه‌های GEF بودند.  
در سال ۱۹۹۲، در اجلاس اوج زمین در ریو دو ژانیرو، بازسازی شده، به عنوان یک نهاد دائمی و جداگانه تأسیس شد. از سال ۱۹۹۴، بانک جهانی به عنوان صندوق امانتدار  GEF جهت ارائه خدمات اداری این مرکز جهانی را به عهده گرفت.  
با مشارکت پروتکل مونترال در مورد موادی که لایه ازون را تخریب می‌کنند، GEF پروژه‌هایی را آغاز کرد که فدراسیون روسیه و کشورهای اروپای شرقی و آسیای مرکزی خواهند توانست به تدریج استفاده از مواد شیمیایی تخریب کننده ازون را متوقف کنند. 
در سال ۱۹۹۸، شورای GEF تصمیم گرفت تا فراتر از سه آژانس اجرایی اولیه، از جمله شرکت مالی بین‌المللی، گسترش یابد تا توانایی خود را برای فعال کردن مکانیسم‌های تامین مالی نوآورانه و اهرم‌های بهتر سرمایه‌گذاری بخش خصوصی گسترش دهد. متعاقباً GEF به عنوان مکانیسم مالی برای سه کنوانسیون بین‌المللی دیگر شامل: کنوانسیون استکهلم برای آلاینده‌های آلی دیرپا (2001)، کنوانسیون مبارزه با بیابان‌زایی در سازمان ملل متحد (2003) و کنوانسیون میناماتا در مورد جیوه که هدف آن حفاظت از سلامت انسان و محیط زیست در برابر انتشار جیوه و ترکیبات آن است، انتخاب شد .

## برنامه کمک‌های مالی کوچک
برنامه کمک‌های مالی کوچک GEF برای پشتیبانی از پروژه‌هایی است که رویکردی مبتنی بر جامعه را در بر می گیرند. GEF اینگونه پروژه‌ها را سنگ بنای رسیدگی به چالش‌های زیست‌محیطی و توسعه پایدار محلی و جهانی می‌داند. پروژه‌هایی که محیط زیست را حفاظت و احیا نموده رفاه و معیشت مردم را بهبود می‌بخشند.